# Édouard Laferrière
Louis-Édouard Julien Laferrière (Angoulême, 1841 – Bourbonne-les-Bains, 1901) è stato un giurista francese.
Figlio di Firmin Laferrière, fu procuratore generale della corte di cassazione dal 1900. La sua opera più importante è Trattato sulla giurisdizione amministrativa e i ricorsi contenziosi (1888).